# 邵明明
邵明明（1997年10月25日—），中國男歌手、演員。

## 生平
高考時演奏古箏專業10級曲目，從而考入四川綿陽師範學院音樂與表演專業。多次參加學校舉辦的校慶晚會、主持人大賽、演講比賽等，獲得了青春綻放軍營“國慶文藝匯演”優秀先進個人、綿陽市第33屆菊展開幕式最佳節目獎、綿陽師範學院“學院杯”首屆大學生藝術節主持人大賽一等獎、器樂大賽三等獎等。2015年，以旁聽生的身份參加湖南衛視《一年級·大學季》，正式進入演藝圈。2016年，其參演的劇情電影《不讓青春虛度》上映，同年參與湖南衛視《透鮮滴星期天》錄製。
2017年3月推出個人單曲《我愛的她》，同年推出單曲《從前我愛過你》、《無法回頭的愛情》、《慫》等。
2019年，參與芒果TV《密室大逃脫大神版》錄製，同年參與芒果TV《名偵探學院》錄製，為主持人及常駐嘉賓。2020年4月參與《名偵探學院》第二季的錄製，同月推出個人單曲《如果你不經意想起》。
2021年2月17日，參加騰訊視頻偶像男團競演養成類真人秀節目《創造營2021》, 最終獲得第42名。
2022年1月成立個人工作室: 邵明明工作室MingStudio。
2024年8月, 參加騰訊視頻體娛綜藝節目《超新星運動會第五季》。
2024年10月25日，於長沙達豐空間舉行《Musiming-FM 邵明明生日音樂會》，並於同日推出全新個人單曲《MING》。

## 音樂作品
20170328《我愛的她》
20170528《從前我愛過你》
20170705《說散就散》和賀敬軒合唱
20170811《情人》和賀敬軒合唱
20170831《無法回頭的愛情》
20171130《怂》
20200410《如果你不經意想起》
20200825《那個少年》
20241025《MING》

## 演出作品

### 電視劇
| 年份   | 作品                       | 角色   |
| 2018年 | 《萌族酷狗偵探第一季》     | 吳宇涵 |
| 2018年 | 《萌族酷狗偵探第二季》     | 吳宇涵 |
| 2022年 | 《對方正在輸入中》(第二集) | 張嘉傑 |

### 電影
| 年份   | 作品             | 角色 |
| 2016年 | 《不讓青春虛度》 | 明明 |

## 獲獎紀錄
- 2019年  瑞麗盛典年度風尚男藝人獎 [7]
- 2021年 “潮聚東方·星勢力大賞”瑞麗年度最具話題度藝人獎[8]

## 外部鏈接
- 邵明明的新浪微博
- 邵明明的Instagram帳戶
- 邵明明工作室MingStudio的新浪微博